# Estación de Encinacorba
Encinacorba es una estación ferroviaria con parada facultativa situada en el municipio español de Encinacorba en la provincia de Zaragoza, comunidad autónoma de Aragón. Cuenta con servicios de media distancia operados por Renfe. 

## Situación ferroviaria
Está situada en el punto kilométrico 60 de la línea 610 de la red ferroviaria española que une Zaragoza con Sagunto por Teruel, entre las estaciones de Cariñena y de Villarreal de Huerva. El kilometraje se corresponde con el histórico trazado entre Zaragoza y Caminreal tomando esta última como punto de partida. El tramo es de vía única y está sin electrificar. Se halla a 780 m de altitud.
El tramo es uno de los más complejos de la línea. En los 25 kilómetros que separan Villarreal de Huerva y Cariñena (donde se halla Encinacorba) además de realizar un importante movimiento de tierras, fue necesario la construcción de nueve túneles y dos viaductos, el de Atalaya y el del Colmenar.

## Historia
La estación fue puesta en servicio el 2 de abril de 1933 con la apertura de la línea Caminreal-Zaragoza. Las obras corrieron a cargo de la Compañía del Ferrocarril Central de Aragón que con esta construcción dotaba de un ramal a su línea principal entre Calatayud y el Mediterráneo que vía Zaragoza podía enlazar con el ferrocarril a Canfranc de forma directa. En 1941, con la nacionalización de la totalidad de la red ferroviaria española la estación pasó a ser gestionada por RENFE. Desde el 31 de diciembre de 2004 Renfe Operadora explota la línea mientras que Adif es la titular de las instalaciones ferroviarias. En la actualidad el edificio principal está vallado y se ha construido un refugio para pasajeros.

## La estación
La estación se halla en curva, a 400 m del casco urbano de la población. El edificio de viajeros sigue el modelo planteado por el arquitecto Secundino de Zuazo Ugalde, muy difundido en la línea férrea de Zaragoza a Caminreal en los años 1928-1932. El edificio es de planta rectangular de un solo piso, con la vivienda en el lateral de dos alturas. Presenta seis arcos de medio punto, a modo de porche. El viejo edificio de 1933 se halla vallado y sin uso, justo detrás del nuevo andén.
El pleno del Ayuntamiento de Encinacorba el 10 de noviembre de 2006 aprobó la declaración como Monumento de Interés Local de los edificios de la estación de ferrocarril, así como la inclusión del ´monumento´ en el Catálogo General del Patrimonio Cultural Aragonés. Esta declaración salvó a la estación de su demolición.

## Servicios ferroviarios

### Media distancia
En esta estación efectúan parada facultativa los trenes regionales que unen Zaragoza con Teruel y los MD que unen Zaragoza y Huesca con Valencia.
Renfe Operadora presta el servicio de MD mediante trenes automotores diésel S-599. El servicio de tren regional se presta habitualmente mediante automotores diésel de la serie 594, apodados "TRD". Aquí puede consultar el horario de todas las estaciones de la línea.
| Línea MD | Trenes   | Origen/Destino           |  | Destino/Origen |
| -------- | -------- | ------------------------ |  | -------------- |
| 49       | MD       | Zaragoza-Miraflores      |  | Valencia-Norte |
| 49       | MD       | Huesca Zaragoza-Delicias |  | Valencia-Norte |
| 49       | Regional | Zaragoza-Miraflores      |  | Teruel         |